# Fabrice Lambert
 (juin 2017).
Œuvres principales
Gravité
Solaire
Jamais Assez
Fabrice Lambert, né en 1974 à Grenoble, est un danseur et chorégraphe français de danse contemporaine.

## Biographie
Fabrice Lambert débute la danse au conservatoire de Grenoble, d’où il est originaire, à l’âge de 8 ans. Il suit une formation classique auprès de Jean-Luc Chirpaz qui favorise la relation à l’autre ainsi qu’à l’espace plutôt qu’à la forme. C’est là qu’il apprend à mobiliser son énergie, qui est, aujourd’hui encore, le moteur principal de son expression.
Il découvre des spectacles qui auront une influence majeure sur son travail grâce à l’arrivée du chorégraphe Jean-Claude Gallotta à la tête de la maison de la culture à Grenoble, en 1986, comme Mammame. Il sera également très marqué par Pina Bausch, Josef Nadj ainsi que par les différentes créations de Maguy Marin. 
Ses études au conservatoire de Grenoble terminées, il poursuit sa formation au Centre national de danse contemporaine d’Angers durant deux ans, auprès de professeurs et chorégraphes qui lui feront découvrir aussi bien la danse butô que celle de Merce Cunningham, et qui le pousseront à s’interroger sur l’écriture chorégraphique.
En 1997, il imagine et impulse l’Expérience Harmaat avec le chorégraphe Juha-Pekka Marsalo, une plateforme artistique où se croisent danseurs, ingénieurs, vidéastes et plasticiens, dans le but de développer son travail. En parallèle de son travail de danseur et chorégraphe au sein de cette compagnie, il continue sa carrière d’interprète avec le collectif Kubilaï Khan Investigation, la Carolyn Carlson Company, avant de rejoindre Catherine Diverrès au Centre chorégraphique national de Rennes durant 6 ans. Il collabore par la suite avec François Verret, Emmanuelle Huynh et Rachid Ouramdane.
En 2000, Juha-Pekka Marsalo quitte l'aventure et Fabrice Lambert demeure le seul chorégraphe au sein de l’Expérience Harmaat.
Il enrichit ses recherches sur la perception de l'espace et du temps en s'inspirant de philosophes (Paul Virilio, Gilles Deleuze), de poètes (Henri Michaux, Rainer Maria Rilke), de scientifiques cognitifs (Antonio R. Damasio) et de cinéastes (Stanley Kubrick, David Cronenberg). À travers la composition des paysages qui habitent ses créations transparaît son regard photographique : il travaille sur les notions de traces de lumière et de rémanence. C'est en explorant cette relation qu'il cherche à trouver une définition de la conscience : qu'est qui fait conscience ? Quelle est sa limite, ?
Entre 2002 et 2016, il crée avec l'Expérience Harmaat plus d’une vingtaine de pièces dont Le Rêve, Play Mobile, Im-Posture, Abécédaire, Gravité. Depuis plusieurs années, il travaille avec le réalisateur lumières Philippe Gladieux, Hanna Hedman, artiste chorégraphique et assistante de chorégraphes, Marek Havlicek et Alexandre Meyer, pour la partition musicale. En 2013, il imagine Nervures en collaboration avec l’artiste visuel Xavier Veilhan au Centre national de la danse à Pantin et au Théâtre de la Ville à Paris - Les Abbesses, avant de présenter L’Incognito, duo créé avec l’auteure Gaëlle Obiégly à l’invitation du Festival Concordan(s)e 2015. La même année Jamais Assez, pièce pour 10 danseurs, est créée au Festival d’Avignon. Ses dernières pièces sont Aujourd'hui, Sauvage, créée en 2018 à la Biennale de la Danse de Lyon et Seconde nature en 2020.
Ses différents spectacles ont été présentés sur les plus grandes scènes, aussi bien en France qu’à l’étranger, notamment au Festival d’Avignon, au Théâtre de la Ville à Paris, à la Biennale de la danse de Lyon, à la Biennale de Venise, au Festival TransAmériques à Montréal, au Tanzquartier à Vienne.
Cherchant à « inventer de nouveaux paysages pour le corps », Fabrice Lambert développe également des créations avec différents publics, le plus souvent intergénérationnels. Elles l'amènent à investir des sites non aménagés (espaces en plein air, naturels ou urbains) propices à des évènements réunissant un nombre important de participants. 
L’Expérience Harmaat a été accueillie en résidence dans les lieux et théâtres suivants :
- De 2003 à 2007, Le Manège, scène nationale de la Roche sur Yon,
- De 2009 à 2010, Théâtre de Vanves,
- De 2011 à 2012, La Ferme de Bel Ebat à Guyancourt,
- De 2012 à 2015, Centre national de la danse – Pantin.
- De 2016 à 2018, la Comédie de Clermont-Ferrand, scène nationale.

Fabrice Lambert est artiste associé à la Maison de la Musique de Nanterre depuis 2018 et au Centre des bords de Marne depuis 2020.

## Créations chorégraphiques
- No Body, Never Mind et TOPO (2001)
- Le Rêve (2002)
- Play Mobile (2003)
- Im-posture (2004)
- Fredéric Lambert (2004 – commande SACD / Le Sujet à Vif)
- Abécedaire (2005)
- Meutes (2006)
- D'eux (2008)
- Virga (2009 – commande SACD / Le Vif du Sujet)
- Rites of Memory (2011 - commande de Ahn Aesoon Dance/Corée)
- Faux Mouvement[19] (2012)
- Antipode (2016 - année France/Corée)

Actuellement en diffusion :
- Gravité (2007)
- Solaire (2010)
- Nervures (2013)
- Jamais assez (2015)
- L'Incognito (2015)
- Aujourd'hui, Sauvage (2018)
- Seconde nature (2020)

## Créations
Fabrice Lambert a créé 20 pièces chorégraphiques de 2001 à aujourd'hui.
- 1997 : création de l'Expérience Harmaat
- 2001 : Topo, création pour 5 interprètes
- 2002 : Le Rêve, solo
- 2003-2007 : résidence au Manège, scène nationale de la Roche sur Yon
- 2007 : création de Gravité, solo à la Biennale de la danse de Lyon
- 2009-2010 : résidence au Théâtre de Vanves
- 2011-2012 : résidence à la Ferme de Bel Ébat – Guyancourt
- 2012 : Solaire[20], pièce pour 5 danseurs, au Théâtre de la Ville – Paris[21]
- 2012-2015 : résidence longue au Centre national de la danse
- 2013 : création de Nervures au Centre national de la danse
- 2013 : Résidence à la Maison du théâtre et de la danse d'Epinay-Sur-Seine
- 2014 : une semaine au Théâtre de la Ville - Paris avec deux solo, Nervures et Gravité
- 2015 : création de Jamais assez[22], pièce pour 10 danseurs au Festival d'Avignon
- 2016 : création d'Antipode, solo pour Namjin Kim, au Théâtre de la Ville – Paris dans le cadre des années croisées France – Corée
- 2016 : création de Nous resterons sur Terre, pièce participative in situ, pour 150 participants, au potager du Roi - Versailles, en collaboration avec le Festival Plastique Danse Flore et le Théâtre de Saint-Quentin-en-Yvelines
- 2016 : Fabrice Lambert devient artiste associé à la Comédie de Clermont-Ferrand, scène nationale
- 2018 : création de Aujourd'hui, Sauvage, pièce pour 7 danseurs et un musicien[23],[24]. Il devient également artiste associé à la Maison de la Musique de Nanterre[25]
- 2020 : création de Seconde nature pièce avec l'artiste visuel Jacques Perconte, pièce pour 4 danseurs. Il devient artiste associé au Centre des bords de Marne.